# Szovjet rubel
A szovjet rubel a Szovjetunió hivatalos pénzegysége volt. Váltópénze a kopejka (100 kopejka = 1 rubel).
1923. január 1-jén vezették be először, 100:1 arányban váltotta fel az 1922-es év folyamán használt szovjet-orosz rubelt. Ekkor még csupán papírpénz formájában létezett. 

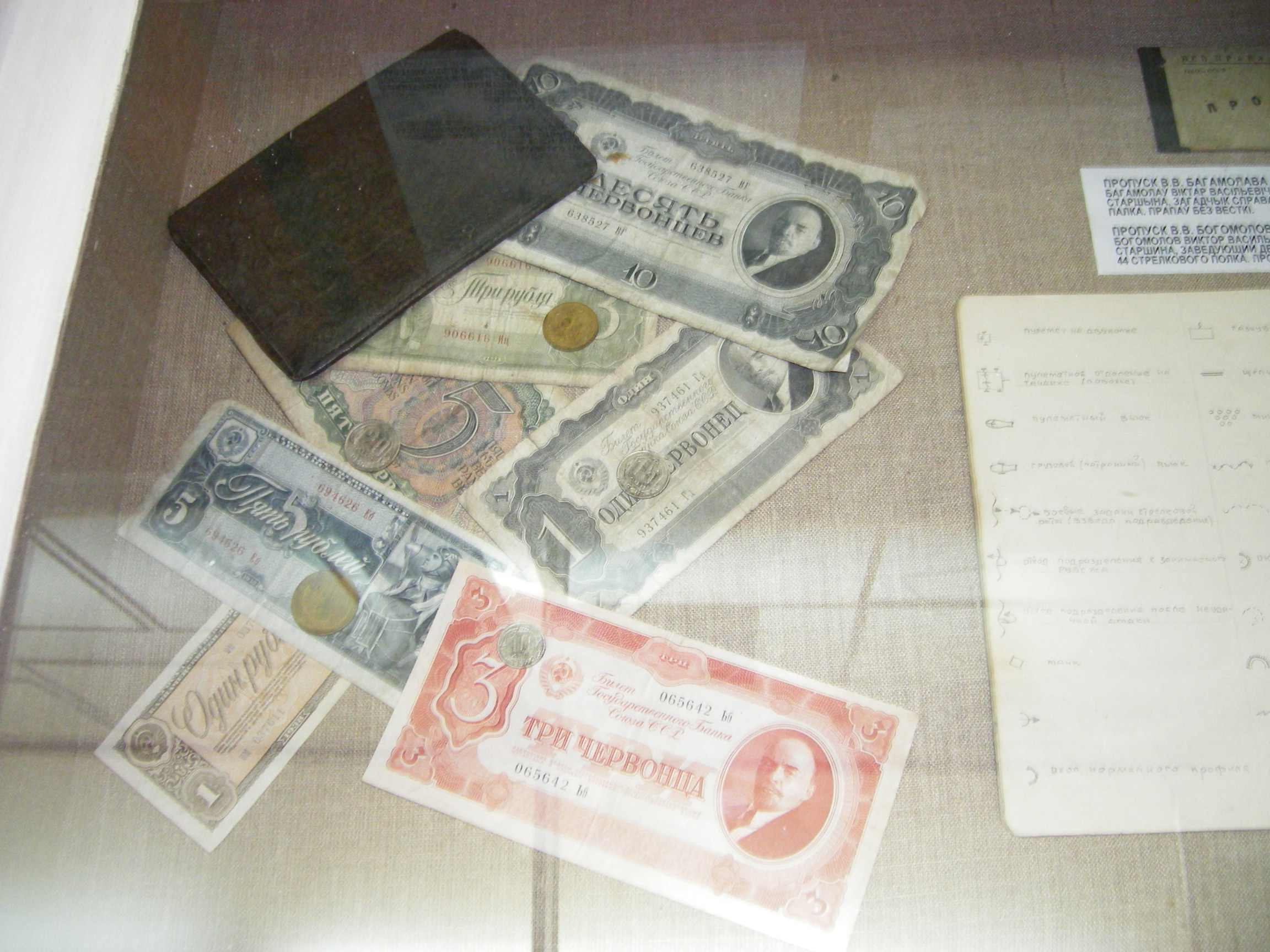
1947 előtti szovjet érmék és cservonyec és rubel bankjegyek

1924. március 7-én vezették be az aranyrubelt, mely 1:50 000 arányban váltotta fel az első szovjet rubelt. Az alapegység a cservonyec volt, amely 10 rubelnek felelt meg és aranyfedezete volt a harmincas évekig. 1924-ben kezdték verni a váltópénzt (1/2, 1, 2, 3, 5 kopejkás bronzérme, 10, 15, 20 kopejkás valamint fél rubeles (poltyinnik) és 1 rubeles ezüstpénz). Az ezüst váltópénzt 1931 után nikkel 10, 15 és 20 kopejkások váltották fel, a fél és 1 rubeles eltűnt. Az 1930-as években 1, 3, 5 rubeles, valamint 1, 3, 5 és 10 cservonyec címletű bankjegyek voltak forgalomban. 
A második világháború során a rubel elértéktelenedett, ezért 1947-ben pénzreformot hajtottak végre, 1:10 arányban új rubelt vezettek be, a cservonyec megszűnt. Az új címletek: 1, 3, 5, 10, 25, 50, 100 rubel. Az érmék változatlanok maradtak.

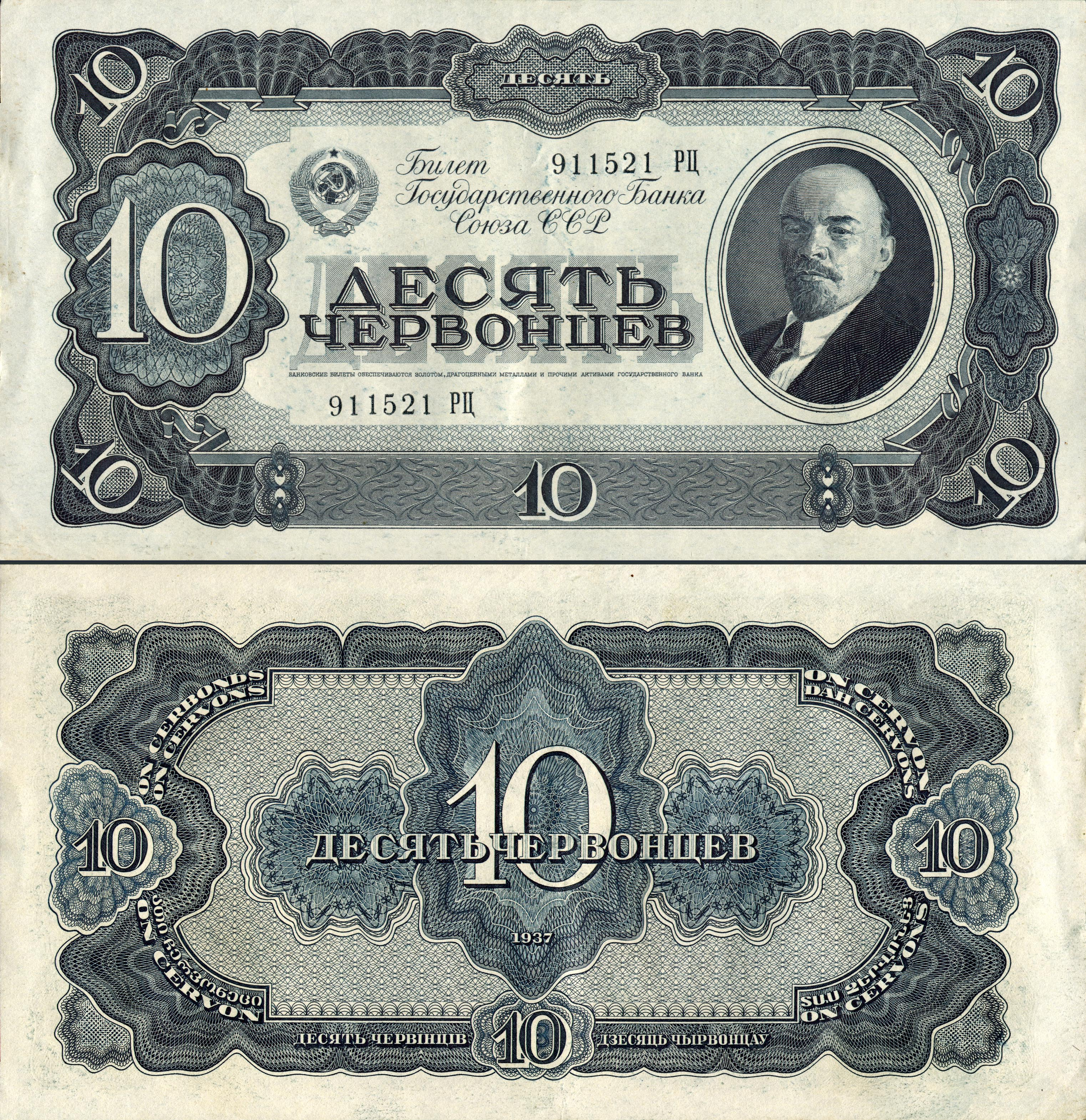
Szovjet 1937-es 10 cservonyeces (= 100 rubel) bankjegy Lenin portréjával.

1961-ben új, erős rubelt vezettek be, a pénz újabb 1:10 arányú beváltásával (elvileg 1 amerikai dollár 0,7 rubelnek felelt meg). Új 10, 15, 20 kopejkás érme jelent meg, újra bevezették az 50 kopejkást és az 1 rubeles érmét. A bankjegyek Lenin arcképét vagy a moszkvai Kremlt ábrázolták. 
1991-ben a Szovjetunió összeomlásakor új bankjegysorozatot vezettek be, valamint új érméket is (10, 50 kopejka, 1, 5 rubel). Megjelent a 200, 500 és 1000 rubeles is, ami az infláció meglódulását mutatja. A szovjet rubelt a legtöbb új állam saját új valutájára, vagy ideiglenes fizetőeszközre (Grúzia, Ukrajna, Litvánia) cserélte le. A szovjet bankjegyeket és érméket Oroszországban 1992-1994 között az új, orosz rubellel cserélték fel.

## Érmék
| 1961-es sorozat | 1961-es sorozat | 1961-es sorozat | 1961-es sorozat | 1961-es sorozat     |
| Kép             | Érték           | Méret (mm)      | Súly (g)        | Forgalomban         |
| --------------- | --------------- | --------------- | --------------- | ------------------- |
|                 | 1 kopejka       | 15              | 1               | 1961-1991           |
|                 | 2 kopejka       | 18              | 2               | 1961-1991           |
|                 | 3 kopejka       | 22              | 3               | 1961-1962 1965-1991 |
|                 | 5 kopejka       | 25              | 5               | 1961-1962 1965-1991 |
|                 | 10 kopejka      | 17,27           | 1,8             | 1961-1962 1965-1991 |
|                 | 15 kopejka      | 19,56           | 2,5             | 1961-1962 1965-1991 |
|                 | 20 kopejka      | 21,8            | 3,4             | 1961-1962 1965-1991 |
|                 | 50 kopejka      | 24              | 4,4             | 1961 1964-1991      |
|                 | 1 rubel         | 27              | 7,5             | 1961 1964-1991      |

## Bankjegyek

### Az 1961-es 6. széria
Az 1961-es 6-ik szériás bankjegyeket 1, 3, 5, 10, 25, 50 és 100 rubel címletben bocsátották ki, az előző szériához hasonló színekkel, de ezúttal sokkal kisebb méretben.
|  |  | 1 rubel   |
|  |  | 3 rubel   |
|  |  | 5 rubel   |
|  |  | 10 rubel  |
|  |  | 25 rubel  |
|  |  | 50 rubel  |
|  |  | 100 rubel |

### Az 1991-es 7. széria és az 1991-es szovjet valutareform
1991-ben új, az 1961-es széria 1, 3, 5, 10, 50 és 100 rubeles címleteihez képest kissé módosított, színesebb, javított biztonsági elemekkel ellátott sorozat került forgalomba. Ez a széria nem tartalmazott 25 rubeles címletet, viszont 200, 500 és 1000 rubeles címletekkel lett kiegészítve. Az 1991-es szovjet valutareform során az 1961-es széria 50 és 100 rubeleseit 3 napon belül kivonták a forgalomból, az állampolgárok pedig maximum 1000 rubel értékben válthattak be 1961-es 50 és 100 rubeleseket új bankjegyekre, a 3 nap eltelte után az 1961-es 50 és 100 rubeleseket megfosztották értéküktől (demonetizálták).
Az 1961-es széria 1, 3, 5, 10 és 25 rubeleseit az 1991-es szovjet valutareform nem érintette, azok továbbra is érvényes és törvényes fizetőeszközök maradtak. 
|  |  | 1 rubel     |
|  |  | 3 rubel     |
|  |  | 5 rubel     |
|  |  | 10 rubel    |
|  |  | 50 rubel    |
|  |  | 100 rubel   |
|  |  | 200 rubel   |
|  |  | 500 rubel   |
|  |  | 1,000 rubel |